# Vijf zuilen van de islam
De religie van de islam bestaat uit geloof (al iman) en praktijk (al Amel). De vijf zuilen van de islam  (Arabisch: أركان الإسلام arkān-al-Islām; ook  أركان الدين arkān ad-dīn) is de verzamelterm die gebruikt wordt voor de vijf meest fundamentele religieuze verplichtingen van elke moslim onder de heilige wetten van de islam. Elke vrome moslim onderhoudt voor zover mogelijk trouw deze verplichtingen, omdat ze essentieel worden geacht om God te behagen. Naast de vijf zuilen van de islam zijn er de zes zuilen van geloof.
De vijf zuilen zijn de volgende:
- De geloofsbelijdenis (sjahada)
- De rituele gebeden (salat of salah)
- Het geven van aalmoezen (zakat of zakah)
- Het vasten tijdens ramadan (saum/sawm of siyam)
- De pelgrimstocht naar Mekka (hadj)

## De geloofsbelijdenis of sjahada
Dit is een kort credo waarin het bestaan van de enige God wordt erkend en Mohammed wordt erkend als Zijn boodschapper:
Er is geen andere god dan Allah en Mohammed is zijn profeet
Deze geloofsbelijdenis wordt de sjahada genoemd en wordt dagelijks door elke vrome moslim meermalen opgezegd. Veel baby's in een moslimgezin krijgen het direct na hun geboorte in het ene oor gefluisterd; in het andere wordt de azan gefluisterd. Een bekeerling spreekt de sjahada uit en wordt daarna als moslim beschouwd. Dit kan in het bijzijn van twee getuigen zijn, in het bijzijn van de gemeenschap of alleen tegenover God.
Belangrijk wordt ook het uitspreken van een geloofsbelijdenis over Mohammed gevonden:
Mohammed is niet de vader van een van jullie, maar hij is de boodschapper van God en het zegel van de profeten. En God is in alle dingen alwetend.— (Soera De Partijscharen 40)

## De rituele gebeden of salat
Hoewel er in de Koran maar drie vaste gebedstijden worden genoemd (Soera De Nachtreis 78-79), worden moslims geacht ten minste vijfmaal per dag de rituele gebeden (Salah) uit te voeren:
- 's Ochtends vroeg, ruim voor de zonsopgang (Fajr)
- Tussen de middag (net na de hoogste stand van de zon) (Dhuhr)
- Midden tussen het tweede gebed en zonsondergang in, wat neerkomt op ergens tussen drie uur en vijf uur 's middags (Asr)
- In de vroege avond, tussen schemer en donker in, net na zonsondergang (Maghrib)
- Na de volledige zonsondergang, circa anderhalf uur tot 2 uur na Maghrib (Isha)

### De plaats
Hoewel het bidden in de moskee voor mannen de voorkeur heeft is daar geen strikt voorschrift voor: een moslim kan dit ritueel overal uitvoeren, thuis of op het werk. Er zijn echter plaatsen waar een moslim dit ritueel niet mag uitvoeren. Dat zijn bijvoorbeeld plaatsen die niet  schoon zijn, op een graf en op een met bloed verontreinigde plaats. Alleen op vrijdag (voor moslims de dag van de samenkomst) worden de mannen geacht in de moskee te verschijnen voor het middaggebed, indien mogelijk. Ook vrouwen mogen daar bidden, maar alleen in een aparte, van de mannen afgescheiden ruimte of achter de biddende mannen.

### De vorm
Gewoonlijk wordt er met het gezicht in de richting van Mekka gebeden, voor moslims de belangrijkste plaats op aarde; sommige groepen zien dat niet als een absolute verplichting, omdat God immers overal is. Wel moeten de gebeden in het Arabisch worden uitgesproken, zelfs al spreekt de persoon in kwestie de taal niet, maar de persoon in kwestie moet wel als hij de gebeden uit zijn hoofd leert ook de betekenis van de gebeden begrijpen; de gebeden worden uit het hoofd opgezegd. 
Voordat de salat verricht kan worden, dient men ritueel rein te zijn. Mocht men de rituele reinheid verbroken hebben door bijvoorbeeld een toiletbezoek, dan is een rituele reiniging vereist.

### De inhoud
De gebeden bestaan uit lofprijzingen op God, de geloofsbelijdenis (zie boven), smeekbeden om vergeving en diverse zegeningen, recitatie van de eerste soera al Fatihah van de Koran en een of meer andere passages, en eventueel een persoonlijk gebed.
Tijdens de hele sessie moet men afwisselend staan, buigen, knielen en zich geknield voorover op de grond buigen. Aan het eind van de sessie wenst men naar rechts en naar links de vrede om o.a. de engelen te groeten, waarvan moslims geloven dat deze engelen hem vergezellen om ieders goede en slechte daden te noteren.

## Het geven van rituele aalmoezen of zakat
Belangrijk binnen de islam is het geloof dat alle dingen aan God toebehoren en dat rijkdom de mens alleen in bruikleen gegeven wordt. Het woord zakat betekent zowel loutering (of zuivering) als groei. Elke moslim berekent zijn of haar zakat persoonlijk. In de meeste gevallen betekent dit een jaarlijkse donatie van twee en een half procent van het gespaarde privékapitaal. Eventueel kan daarbovenop nog een bedrag worden weggeschonken voor islamitische liefdadigheidsdoeleinden (sadaqah), om daarmee een grotere hemelse beloning te verkrijgen.

## Het vasten of ramadan
Het verplichte jaarlijkse vasten (siyam) houdt in dat men tijdens de hele maand ramadan een groot deel van het etmaal niet eet, drinkt of rookt en zich onthoudt van seksuele gemeenschap. Daarnaast zijn kwaadspreken en vloeken niet toegestaan. Dit vasten is voorgeschreven in de Koran en geldt vanaf al fajr tot al maghreb, met andere woorden: voor de dageraad komt tot zonsondergang. Tijdens de nacht zijn deze beperkingen opgeheven. Mensen blijven in de praktijk dus laat op om te eten en staan vroeg op voor een uitgebreid ontbijt. Wanneer vasten te bezwaarlijk zou zijn, bijvoorbeeld voor zwangere en ongestelde vrouwen, zieken, jonge kinderen en soldaten in oorlogstijd, mag het worden overgeslagen. Wel wordt later inhalen van het vasten aangemoedigd.
Tijdens deze vastenperiode bidden veel moslims meer dan gewoonlijk. Siyam is bedoeld om moslims geduld en zelfdiscipline te leren; ook wordt het gezien als een schuldderving van de gelovige ten opzichte van God.

## De bedevaart naar Mekka of hadj
De pelgrimstocht naar de voor moslims heiligste stad Mekka in Saoedi-Arabië wordt uitgevoerd tijdens de maand Dhul Hijja (de hajj-maand, de twaalfde maand van de islamitische kalender). Iedere moslim (zowel mannen als vrouwen) die het zich financieel en qua gezondheid kan permitteren is verplicht dit ten minste eenmaal in het leven te ondernemen (Soera Het Geslacht van Imraan 97).
De pelgrims dragen speciale, eenvoudige kleding, zodat ieder onderscheid in rangen en standen wegvalt.
De eigenlijke pelgrimage of hadj (ook als hajj, haddj of haj geschreven) in en om Mekka bestaat uit een hele serie rituelen. Men moet bijvoorbeeld meermalen om het heilige huis van de islam, de Ka'aba heenlopen, een rechthoekig stenen gebouw van ca. 10×11×12 meter (ka'aba = kubus) in het centrum van Mekka, bedekt met een zwart kleed, waaromheen later de heilige moskee is gebouwd. Een ander ritueel is het gooien van stenen naar pilaren die de duivel symboliseren, dat herinnert aan de verzoeking van Ibrahim door de duivel toen die zijn zoon moest offeren. Hoogtepunt van de hadj is het verblijf op de vlakte van Arafat ongeveer veertig kilometer buiten Mekka, waar de pelgrims God lofprijzen en vergeving voor hun zonden vragen.
In vroegere tijden was de hadj een gevaarlijke en riskante onderneming,
maar tegenwoordig geniet ook de 'hadji' (pelgrim) de zegeningen van hedendaagse transportmiddelen als vliegtuig en toerbus. Gastheer Saoedi-Arabië stelt ieder jaar weer alles in het werk om de miljoenen pelgrims te herbergen en te vervoeren.
Een kortere, eenvoudiger pelgrimage (oemrah) kan ook worden gemaakt maar die geldt niet als een van de vijf zuilen.